# Miastor agricolae
Miastor agricolae är en tvåvingeart som beskrevs av Marshall 1896. Miastor agricolae ingår i släktet Miastor och familjen gallmyggor. Inga underarter finns listade i Catalogue of Life.